# Hanford (Californië)
Hanford is een plaats (city) in de Amerikaanse staat Californië, en valt bestuurlijk gezien onder Kings County.

## Demografie
Bij de volkstelling in 2000 werd het aantal inwoners vastgesteld op 41.686.
In 2006 is het aantal inwoners door het United States Census Bureau geschat op 48.655, een stijging van 6969 (16,7%).

## Geografie
Volgens het United States Census Bureau beslaat de plaats een oppervlakte van
33,9 km², geheel bestaande uit land. Hanford ligt op ongeveer 72 m boven zeeniveau.

### Plaatsen in de nabije omgeving
De onderstaande figuur toont nabijgelegen plaatsen in een straal van 24 km rond Hanford.

## Chinese gemeenschap
Midden 19e eeuw was er een aanzienlijke Chinese gemeenschap in Hanford. De China Alley was een Chinese straat met onder andere een daoïstische tempel genaamd Taoist Temple. Tegenwoordig wordt de tempel beheerd door de Taoist Temple Preservation Society en is het een historisch museum over de Chinese gemeenschap in deze stad. In 1877 verhuisden veel Chinezen naar deze straat. Om de oude Chinese aanwezigheid te doen herleven worden er bijna jaarlijks feesten gevierd, zoals Chinees nieuwjaar en het midherfstfeest. China Alley staat op de 2011 List of 11 Most Endangered Places. Tot 2006 was het internationaal bekende Imperial Dynasty Restaurant in de straat gevestigd.

## Geboren in Hanford
- Matt Shively (15 september 1990), Amerikaans acteur
- Steve Perry, zanger, songwriter